# Esoftalmometro di Hertel

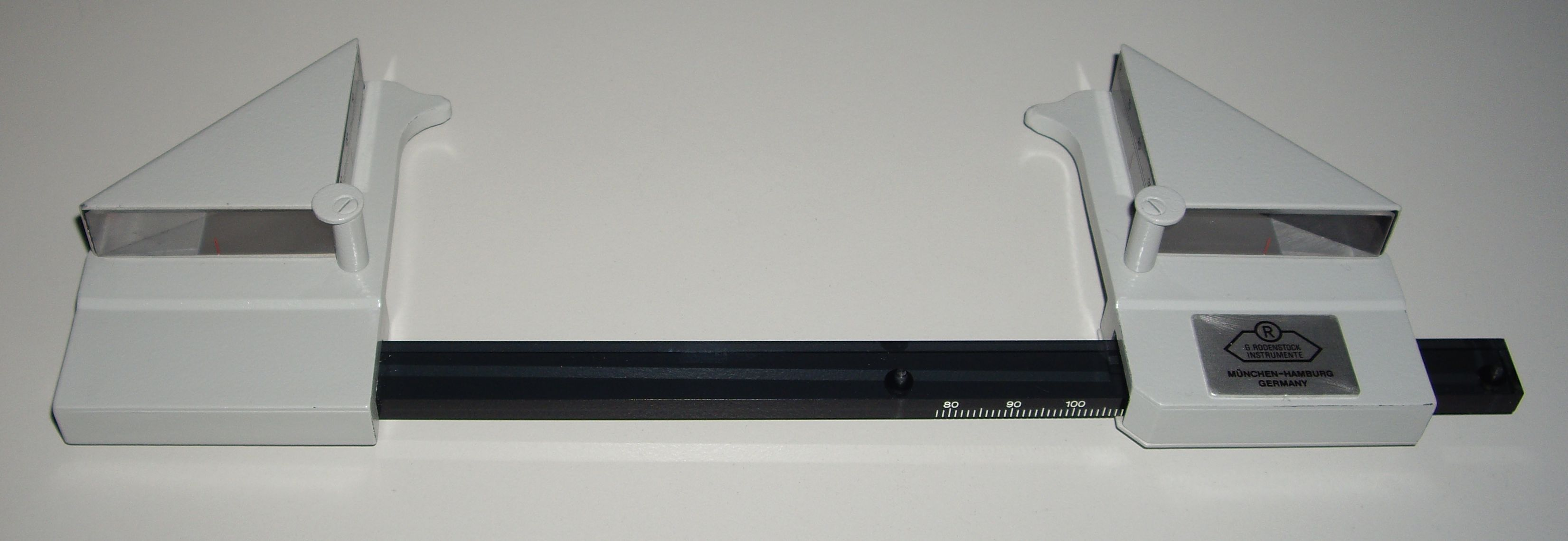
Esempio di esoftalmometro

L'esoftalmometro di Hertel è uno strumento utilizzato per misurare il grado di protrusione in avanti dell'occhio nell'esoftalmo . Il dispositivo consente la misurazione della distanza in avanti del bordo orbitale laterale rispetto alla parte anteriore della cornea. Gli esoftalmometri possono anche identificare l'enoftalmo (retrazione dell'occhio nell'orbita), un segno di rottura della sclera o alcune neoplasie.

## Tipi di esoftalmometri
Esistono diversi tipi di esoftalmometri: gli esoftalmometri Hertel e Luedde misurano la distanza dell'apice corneale dal livello del bordo orbitale laterale, mentre gli esoftalmometri Naugle misurano la differenza relativa tra ciascun occhio.
- L'esoftalmometro di Hertel effettuano una misurazione dal bordo orbitale laterale all'apice corneale . Se un paziente presenta una frattura orbitale o dopo orbitotomia laterale, l'uso di un esoftalmometro Hertel può essere complicato perché il bordo orbitale laterale funge da punto di riferimento per questo strumento. In questi casi si dovrebbe prendere in considerazione l'uso dell'esoftalmometro di Naugle.
- L'esoftalmometro di Naugle usano punti di fissazione leggermente sopra e sotto i bordi orbitali superiori e inferiori (zigomi e fronte). Gli esoftalmometri di Naugle misurano la differenza di proptosi tra i due occhi, in contrasto con la misura assoluta ottenuta con il metodo Hertel.
- L'esoftalmometro di Luedde si fissano sulla parete orbitale laterale e usano un righello trasparente per misurare la sporgenza.

## Valori normali
L'intervallo normale è 12-21 mm. Il limite normale superiore per le persone di origine africana è un po' più alto di circa 23-24 mm.
Una differenza maggiore di 2 mm tra gli occhi è significativo. 
Nei bambini e negli adolescenti le misurazioni esoftalmometriche aumentano con l'età: meno di 4 anni (13.2   mm), 5-8 anni (14.4   mm), 9-12 anni (15.2   mm) e 13-17 anni (16.2   mm).
La lunghezza assiale dell'occhio influisce sulla lettura dell'esoftalmometro. La pseudoproptosi può essere osservata nella miopia grave.